# Eunicea hicksoni
Eunicea hicksoni är en korallart som beskrevs av Stiasny 1935. Eunicea hicksoni ingår i släktet Eunicea och familjen Plexauridae. Inga underarter finns listade i Catalogue of Life.